# Passovia robusta
Passovia robusta är en tvåhjärtbladig växtart som först beskrevs av Henry Hurd Rusby, och fick sitt nu gällande namn av Kuijt. Passovia robusta ingår i släktet Passovia och familjen Loranthaceae. Inga underarter finns listade i Catalogue of Life.